# Jesús Abad Colorado
Jesús Abad Colorado (sinh năm 1967 tại Medellín, tỉnh Antioquia) là phóng viên chụp hình người Colombia. Công trình của ông tập chú vào vấn đề nhân quyền và xung đột vũ trang.

## Sự nghiệp
Ông đậu bằng cử nhân ngành truyền thông ở Đại học Antioquia.  Ông làm phóng viên chụp hình cho tờ báo El Colombiano ở Medellín từ năm 1992 tới 2001. Các tác phẩm của ông đã được trưng bày ở trên 30 cuộc triển lãm, kể cả quốc tế.  Ông là đồng tác giả của 2 quyển "Relatos e Imágenes: El desplazamiento Forzado en Colombia" (Các tường thuật và Hình ảnh: Sự dời chỗ ở cưỡng bách trong nước Colombia) và "Desde la prisión, realidades de las cárceles en Colombia" (Từ nhà tù, Những thực tế của các nhà tù ở  Colombia). Ông cũng cộng tác với nhiều sách khác về vấn đề nhân quyền.

## Giải thưởng
- Giải Simón Bolivar cho nghề báo 3 lần.
- 2006 Giải Caritas ở Thụy Sĩ
- 2006 Giải Tự do Báo chí Quốc tế của Ủy ban bảo vệ các nhà báo (lần đầu trao giải này cho phóng viên chụp hình)
- 2009 ông có tên trong danh sách vào vòng chót của Giải Pictet.[1]